# Aloe fragilis
Aloe fragilis là một loài thực vật có hoa trong họ Măng tây. Loài này được Lavranos & Röösli mô tả khoa học đầu tiên năm 1994.